# SMIL
SMIL es la sigla de Synchronized Multimedia Integration Language (lenguaje de integración multimedia sincronizada) y es un estándar del World Wide Web Consortium (W3C) para presentaciones multimedia.
El lenguaje SMIL permite integrar audio, video, imágenes, texto o cualquier otro contenido multimedia.
SMIL se pronuncia (en inglés) de la misma manera que smile, que significa "sonrisa".

## SMIL el estándar
La recomendación SMIL está a cargo del grupo de trabajo Synchronized Multimedia Activity
(Actividad sobre Sincronización Multimedia, bajo el acrónimo SYMM) del World Wide Web Consortium. Los objetivos de esta recomendación son:
- Definir un lenguaje basado en XML que permita a los autores crear presentaciones multimedia. Mediante SMIL, un autor puede describir el comportamiento temporal de su presentación multimedia, asociar hiperenlaces a contenido multimedia y describir la disposición de la presentación en la pantalla.
- Facilitar la reutilización de la sintaxis y semántica de SMIL en otros lenguajes basados en XML, en particular aquellos que requieren representar sincronización y temporización. Por ejemplo, SMIL puede integrarse en XHTML y SVG.

Como estándar abierto del W3C, SMIL está libre de patentes.

## Cómo funciona
SMIL consiste en un conjunto de etiquetas XML que describen:
- Fuentes de contenido: imagen estática (JPEG, PNG, etc.), audio (MP3, WAV, etc.), vídeo (MPG, AVI, etc.), texto plano, flujos de texto (SUB, RT, etc.) y animaciones (SVG, VML, etc.).
- Sincronización: cada fuente de contenido puede reproducirse en secuencia o en paralelo con las demás.
- Temporización: es posible definir los instantes en el que una fuente de contenido debe iniciar o detener la reproducción, bien mediante eventos, bien mediante cronómetro.
- Posición: las fuentes de contenido pueden posicionarse en la pantalla y ajustar su tamaño u otras propiedades.
- Enlaces: para interactuar con el usuario.
- Animaciones: para cambiar dinámicamente las propiedades de objetos de contenido. Por ejemplo, su posición o color.

Un reproductor apropiado puede leer e interpretar un fichero SMIL y reproducir las acciones que en él se describen.

## Posibles aplicaciones
La utilidad más obvia de SMIL es la creación de presentaciones multimedia o transparencias. Sin embargo, no se descartan otras utilidades:
- Subtitulado de películas extranjeras.
- Apoyo a disminuidos sensoriales.
- karaoke.
- Noticiarios teletipo.
- Entre otros.

SMIL también se está adoptando como medio de armonizar los formatos de mensajería multimedia en telefonía móvil (MMS).
```
<?xml version="1.0" encoding="UTF-8"?>
<smil xmlns:qt="
http://www.apple.com/quicktime/resources/smilextensions
 
(
enlace roto
 disponible en 
Internet Archive
; véase el 
historial
, la 
primera versión
 y la 
última
).
" qt:time-slider="true">
 <head>
  <layout>
       <meta name="title" content="SMIL Demo"/>
       <meta name="author" content="juanjas2000@yahoo.es"/>
       <meta name="author" content="J.S."/>
       <root-layout  width="480" height="400" background-color="red"/>
       <region id="text"  background-color="black" top="340"  left="0" height="80" width="480" />
       <region id="vim_icon01"  left="35" top="80" width="410" height="200"  />
       <region id="video"  top="0"  left="0" height="400" width="480"  fit="meet"/>
  </layout>
 </head>
 <body>
  <par dur="0:00:36.00" >
       <textstream  src="madrid.txt" region="text" system-captions="on" dur="0:00:36.00" begin="0:00:00.00"/>
       
<
a href="
http://www.example.org
"><img src="barcelona1.jpg"  alt="The vim icon" region="vim_icon01" dur="00:00:02.00" begin="00:00:00.00"/>
<
/a>
       <img src="barcelona2.jpg" alt="The vim icon" region="vim_icon01" dur="00:00:02.00"  begin="00:00:02.0"/>
       <img src="barcelona3.jpg" alt="The vim icon" region="vim_icon01" dur="00:00:02.00" begin="00:00:04.0"/>
       <video dur="0:00:30.00" src="cerveza.mpg" begin="00:00:06.00" region="video" title="video"/>
  </par>
 </body>
</smil>
```

## Implementaciones
SMIL ya cuenta con numerosas implementaciones, entre las que cabe distinguir:
- Reproductores: facilitan la interpretación y ejecución de SMIL.
- Herramientas: facilitan la creación de SMIL a los autores.

Nótese que existen implementaciones tanto comerciales como abiertas, tanto gratuitas como de pago, aunque el estándar sea gratuito y abierto.